# Nifoxipam
Nifoxipam (3-hydroxydesmethylflunitrazepam, DP 370) là một loại thuốc benzodiazepine là một chất chuyển hóa nhỏ của flunitrazepam và đã được bán trực tuyến dưới dạng thuốc thiết kế.
Nifoxipam tạo ra tác dụng an thần và kéo dài giấc ngủ mạnh mẽ và có độc tính thấp hơn nhiều so với lormetazepam và flunitrazepam ở chuột.